# اسحاق واسرلوف
اسحاق واسرلوف (انگلیسی: Yitzhak Wasserlauf، عبری: יצחק שמעון וסרלאוף‎ زادهٔ ۱۴ اوت ۱۹۹۲) سیاست‌مدار اهل اسرائیل است که از سال ۲۰۲۵ به عنوان وزیر توسعهٔ مناطق پیرامونی، نگب و جلیل خدمت کرده است و در حال حاضر پس از انتخابات قانونگذاری اسرائیل در سال ۲۰۲۲، به عنوان عضو کنست از حزب قدرت یهودی فعالیت می‌کند.